# Cacopsylla permixta
Cacopsylla permixta är en insektsart som beskrevs av Burckhardt och Hodkinson 1986. Cacopsylla permixta ingår i släktet Cacopsylla och familjen rundbladloppor.
Artens utbredningsområde är Iran. Inga underarter finns listade i Catalogue of Life.